# Anders Johnson (schaatser)
Anders Johnson (24 september 1997) is een Canadese langebaanschaatser. De 500 meter is zijn beste afstand. Daarnaast werd Johnson in 2024 samen met zijn Canadese landgenoten Antoine Gélinas-Beaulieu en Laurent Dubreuil wereldkampioen op de teamsprint.
Johnson volgde de opleiding Religious Studies. Zijn grootvader Danny Johnson speelde ijshockey in de NHL voor de Vancouver Canucks en de Detroit Red Wings.

## Records

### Persoonlijke records
| Afstand    | Tijd    | Datum            | Baan    |
| ---------- | ------- | ---------------- | ------- |
| 500 meter  | 34,32   | 4 januari 2025   | Calgary |
| 1000 meter | 1.07,83 | 3 januari 2025   | Calgary |
| 1500 meter | 1.51,76 | 23 augustus 2024 | Calgary |
| 3000 meter | 4.07,25 | 14 maart 2024    | Calgary |
| 5000 meter | 7.38,31 | 5 januari 2018   | Calgary |

(laatst bijgewerkt: 21 maart 2025)

## Resultaten
| Jaar | WK Afstanden           |
| ---- | ---------------------- |
| 2024 | teamsprint             |
| 2025 | 21e 500m 6e teamsprint |